# Guido Macor
Guido Macor (Údine, Provincia de Údine, Italia, 4 de octubre de 1932-27 de febrero de 2024) fue un futbolista italiano. Se desempeñaba en la posición de delantero.

## Clubes
| Club                  | País   | Año         |
| --------------------- | ------ | ----------- |
| Pro Gorizia           | Italia | 1950 - 1952 |
| A. C. Fanfulla        | Italia | 1952 - 1953 |
| Juventus F. C.        | Italia | 1953 - 1954 |
| Monza Brianza         | Italia | 1954 - 1955 |
| S. P. A. L. 1907      | Italia | 1955 - 1956 |
| Genoa C. F. C.        | Italia | 1956 - 1957 |
| S. P. A. L. 1907      | Italia | 1957 - 1958 |
| Calcio Catania        | Italia | 1958 - 1961 |
| Sambenedettese Calcio | Italia | 1961 - 1963 |
| F. C. Treviso         | Italia | 1963 - 1965 |
| Latisana              | Italia | 1965 - 1966 |